# Fontaine de la place de l'École
La fontaine de la place de l'École est une ancienne fontaine de Paris, détruite en 1854.

## Historique
Cette fontaine est construite en 1806 par François-Jean Bralle, elle fait partie du plan napoléonien de dotation de quinze nouvelles fontaines dans différents quartiers de Paris. Elle est édifiée au milieu de la place de l'École, à l'époque plus vaste avant l'élargissement du quai du Louvre qui empiéta sur sa surface et provoqua la disparition de la fontaine, puis la construction des bâtiments de La Samaritaine réduit encore sa surface.

## Description
La fontaine est constituée d'un pylône carré supportant un vase décoré, quatre mascarons de bronze en tête de lion versaient l'eau dans une vasque circulaire. Le tout atteignait une hauteur d'environ 6 mètres.

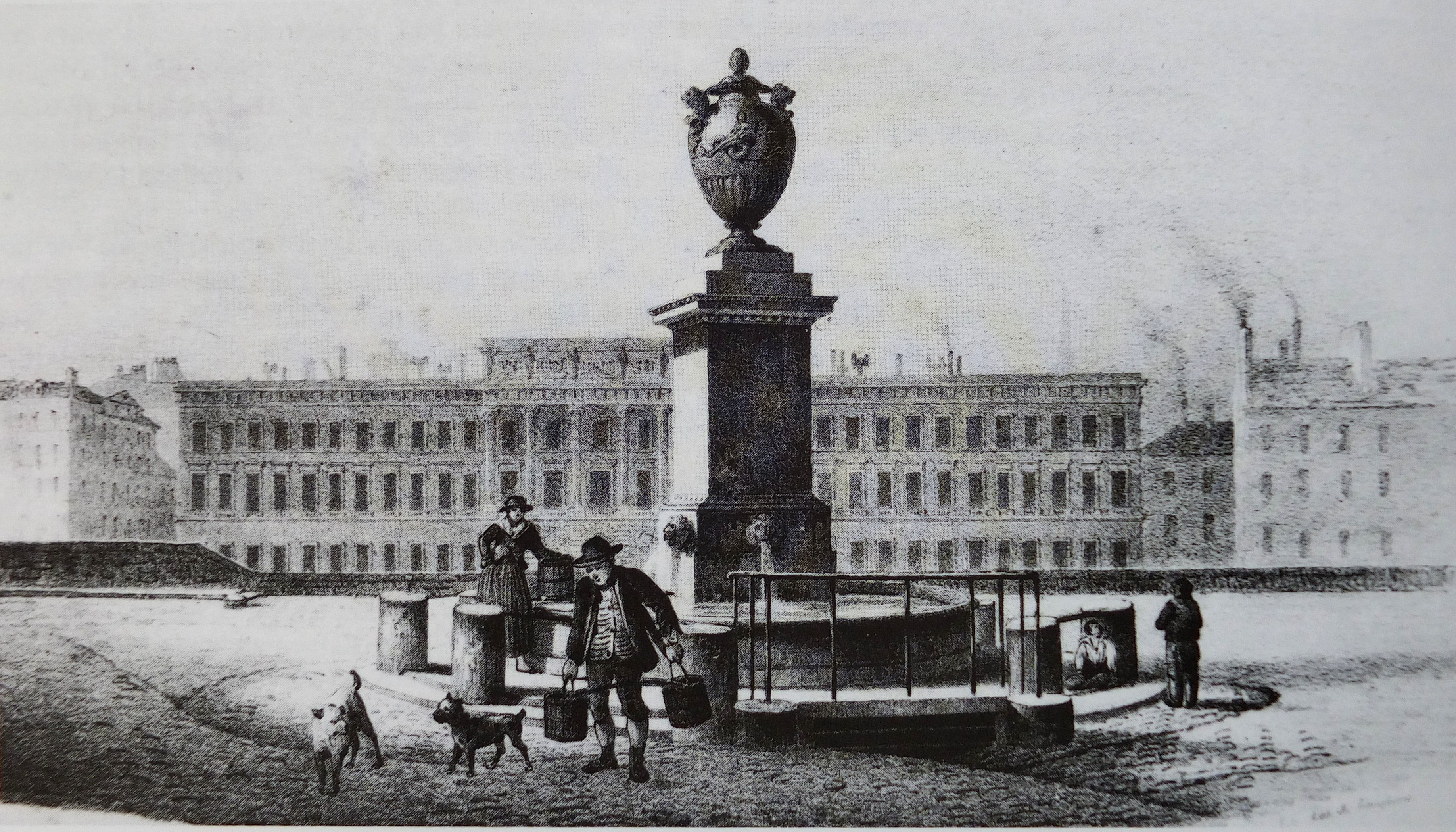
La fontaine, lithographie de Pierre Langlumé d'après un dessin d'Arnout (1828). Au fond, sur la rive gauche, l'Hôtel des Monnaies.